# (1376) Michelle
(1376) Michelle est un astéroïde de la ceinture principale, découvert le 29 octobre 1935 par Guy Reiss à Alger. Ses désignations temporaires sont 1935 UH et 1931 JK.
Il a été nommé en l'honneur de Michelle Boyer, la troisième fille du découvreur. 